# Lega Nazionale A 1996-1997
L'edizione 1996-1997 della Lega Nazionale A vide la vittoria finale del Sion allenato da Alberto Bigon.
Capocannoniere del torneo fu Viorel Moldovan del Grasshoppers con 27 reti.

## Stagione

### Formula
Il campionato è diviso in due parti. La prima fase è stata gestita dalla LNA facendo disputare alle 12 squadre partecipanti un girone all'italiana di andata e ritorno.
Le prime otto squadre classificate si contendono successivamente la poule scudetto in un girone all'italiana di andata e ritorno. Alle ultime quattro si aggiungono le prime quattro classificate della Lega Nazionale B formando un ulteriore girone all'italiana di andata e ritorno.
Le prime quattro della "poule promozione-retrocessione" restano o vengono promosse in Lega Nazionale A.

## Prima fase

### Squadre partecipanti
| Club            | Stagione | Città     | Stadio                | Stagione precedente                    |
| --------------- | -------- | --------- | --------------------- | -------------------------------------- |
| Aarau           | dettagli | Aarau     | Stadion Brügglifeld   | 4º posto nella poule scudetto LNA      |
| Basilea         | dettagli | Basilea   | St. Jakob-Park        | 6º posto nella poule scudetto LNA      |
| Grasshoppers    | dettagli | Zurigo    | Hardturm              | Campione di Svizzera                   |
| Losanna         | dettagli | Losanna   | Stade de la Pontaise  | 3º posto nella poule retrocessione LNA |
| Lucerna         | dettagli | Lucerna   | Stadion Allmend       | 5º posto nella poule scudetto LNA      |
| Lugano          | dettagli | Lugano    | Stadio di Cornaredo   | 4º posto nella poule retrocessione LNA |
| Neuchâtel Xamax | dettagli | Neuchâtel | Stade de La Maladière | 3º posto nella poule scudetto LNA      |
| San Gallo       | dettagli | San Gallo | Stadio Espenmoos      | 8º posto nella poule scudetto LNA      |
| Servette        | dettagli | Ginevra   | Charmilles Stadium    | 7º posto nella poule scudetto LNA      |
| Sion            | dettagli | Sion      | Stade Tourbillon      | 2º posto nella poule scudetto LNA      |
| Young Boys      | dettagli | Berna     | Stadio Wankdorf       | 1º posto nella poule retrocessione LNA |
| Zurigo          | dettagli | Zurigo    | Stadio Letzigrund     | 2º posto nella poule retrocessione LNA |

### Classifica finale
|  | Pos. | Squadra         | Pt | G  | V  | N  | P  | GF | GS | DR  |
|  | ---- | --------------- | -- | -- | -- | -- | -- | -- | -- | --- |
|  | 1.   | Neuchâtel Xamax | 44 | 22 | 12 | 8  | 2  | 37 | 21 | +16 |
|  | 2.   | Grasshoppers    | 39 | 22 | 10 | 9  | 3  | 42 | 27 | +15 |
|  | 3.   | Sion            | 37 | 22 | 9  | 10 | 3  | 33 | 21 | +12 |
|  | 8.   | Aarau           | 27 | 22 | 9  | 8  | 5  | 21 | 14 | +7  |
|  | 4.   | Losanna         | 34 | 22 | 9  | 7  | 6  | 35 | 32 | +3  |
|  | 5.   | San Gallo       | 30 | 22 | 7  | 9  | 6  | 21 | 26 | -5  |
|  | 6.   | Zurigo          | 27 | 22 | 6  | 9  | 7  | 24 | 25 | -1  |
|  | 7.   | Basilea         | 27 | 22 | 5  | 10 | 7  | 32 | 33 | -1  |
|  | 9.   | Servette        | 24 | 22 | 5  | 9  | 8  | 24 | 25 | -1  |
|  | 10.  | Lucerna         | 23 | 22 | 4  | 11 | 7  | 28 | 33 | -5  |
|  | 11.  | Lugano          | 15 | 22 | 2  | 9  | 11 | 14 | 32 | -18 |
|  | 12.  | Young Boys      | 12 | 22 | 3  | 3  | 16 | 17 | 39 | -22 |

Legenda:
      Ammesso alla poule scudetto.
      Ammesso alla poule retrocessione.
Regolamento:
Tre punti a vittoria, uno a pareggio, zero a sconfitta.
Note:

### Risultati

#### Tabellone
| LNA 1996-1997   | AAR  | BAS  | GRA  | LOS  | LUC  | LUG  | NEU  | SG   | SER  | SIO  | YBO  | ZUR  |
| --------------- | ---- | ---- | ---- | ---- | ---- | ---- | ---- | ---- | ---- | ---- | ---- | ---- |
| Aarau           | –––– | 0-1  | 0-1  | 2-0  | 0-0  | 4-0  | 1-1  | 2-0  | 1-1  | 0-0  | 1-0  | 2-1  |
| Basilea         | 2-0  | –––– | 4-5  | 2-4  | 2-2  | 2-0  | 0-1  | 2-2  | 1-1  | 0-3  | 1-1  | 0-0  |
| Grasshopper     | 0-0  | 4-2  | –––– | 2-1  | 2-2  | 2-0  | 0-0  | 0-0  | 2-1  | 2-2  | 6-2  | 0-1  |
| Losanna         | 0-1  | 0-0  | 1-0  | –––– | 2-2  | 4-0  | 3-0  | 2-0  | 1-2  | 1-1  | 3-2  | 3-2  |
| Lucerna         | 0-1  | 0-3  | 1-1  | 2-2  | –––– | 1-0  | 2-2  | 0-0  | 0-2  | 3-3  | 2-1  | 3-0  |
| Lugano          | 0-1  | 1-1  | 0-0  | 2-2  | 2-1  | –––– | 1-2  | 0-0  | 1-1  | 1-1  | 2-1  | 2-2  |
| Neuchâtel Xamax | 2-0  | 3-3  | 3-1  | 6-1  | 1-1  | 1-0  | –––– | 3-0  | 2-1  | 1-3  | 2-1  | 1-1  |
| San Gallo       | 1-1  | 2-0  | 2-3  | 1-1  | 3-2  | 1-1  | 1-3  | –––– | 1-0  | 2-1  | 2-1  | 1-0  |
| Servette        | 1-2  | 2-0  | 2-2  | 1-2  | 1-2  | 2-0  | 0-0  | 1-1  | –––– | 0-0  | 2-0  | 0-0  |
| Sion            | 1-0  | 2-2  | 1-1  | 1-1  | 2-0  | 1-0  | 1-1  | 3-1  | 3-1  | –––– | 1-0  | 0-1  |
| Young Boys      | 1-1  | 2-2  | 0-4  | 0-1  | 2-1  | 1-0  | 0-1  | 0-1  | 1-1  | 1-2  | –––– | 1-2  |
| Zurigo          | 1-1  | 1-1  | 2-4  | 3-0  | 1-1  | 1-1  | 0-1  | 0-0  | 3-1  | 2-1  | 0-1  | –––– |

## Poule scudetto

### Classifica finale
|  | Pos. | Squadra         | Pt | PQ | G  | V | N | P | GF | GS | DR  |
|  | ---- | --------------- | -- | -- | -- | - | - | - | -- | -- | --- |
|  | 1.   | Sion            | 49 | 19 | 14 | 9 | 3 | 2 | 18 | 10 | +8  |
|  | 2.   | Neuchâtel Xamax | 46 | 22 | 14 | 6 | 6 | 2 | 22 | 14 | +8  |
|  | 3.   | Grasshoppers    | 45 | 20 | 14 | 7 | 4 | 3 | 37 | 18 | +19 |
|  | 4.   | Losanna         | 43 | 17 | 14 | 8 | 2 | 4 | 20 | 16 | +4  |
|  | 5.   | Aarau           | 31 | 15 | 14 | 3 | 4 | 7 | 22 | 31 | -11 |
|  | 6.   | San Gallo       | 28 | 15 | 14 | 3 | 4 | 7 | 13 | 26 | -13 |
|  | 7.   | Zurigo          | 24 | 14 | 14 | 1 | 7 | 6 | 9  | 18 | -9  |
|  | 8.   | Basilea         | 24 | 13 | 14 | 3 | 2 | 9 | 16 | 28 | -12 |

Legenda:
      Campione di Svizzera e qualificato al turno preliminare di UEFA Champions League 1997-1998.
      Qualificato alla Coppa UEFA 1997-1998.
Regolamento:
Tre punti a vittoria, uno a pareggio, zero a sconfitta.
La colonna PQ indica i punti conseguiti nel girone di qualificazione: sommati al totale la metà dei punti arrotondati per difetto.
Note:

### Risultati

#### Tabellone
| Poule scudetto 1996-1997 | AAR  | BAS  | GRA  | LOS  | NEU  | SG   | SIO  | ZUR  |
| ------------------------ | ---- | ---- | ---- | ---- | ---- | ---- | ---- | ---- |
| Aarau                    | –––– | 2-1  | 0-1  | 2-0  | 2-3  | 1-2  | 1-1  | 1-1  |
| Basilea                  | 3-2  | –––– | 3-3  | 3-2  | 1-3  | 1-2  | 0-1  | 1-0  |
| Grasshopper              | 4-2  | 4-1  | –––– | 5-0  | 1-1  | 8-0  | 1-2  | 1-1  |
| Losanna                  | 2-0  | 2-0  | 3-2  | –––– | 1-1  | 2-1  | 2-0  | 2-0  |
| Neuchâtel Xamax          | 2-1  | 3-0  | 2-3  | 0-0  | –––– | 2-0  | 0-0  | 3-1  |
| San Gallo                | 0-0  | 2-1  | 2-2  | 0-2  | 1-1  | –––– | 0-1  | 1-2  |
| Sion                     | 2-3  | 1-0  | 1-0  | 1-0  | 3-1  | 2-1  | –––– | 3-1  |
| Zurigo                   | 0-0  | 1-1  | 0-2  | 1-2  | 0-0  | 1-1  | 0-0  | –––– |

## Poule retrocessione

### Classifica finale
|  | Pos. | Squadra              | Pt | G  | V | N | P | GF | GS | DR |
|  | ---- | -------------------- | -- | -- | - | - | - | -- | -- | -- |
|  | 1.   | Servette (LNA)       | 25 | 14 | 7 | 4 | 3 | 18 | 10 | +8 |
|  | 2.   | Étoile Carouge (LNB) | 24 | 14 | 7 | 3 | 4 | 15 | 13 | +2 |
|  | 3.   | Lucerna (LNA)        | 22 | 14 | 6 | 4 | 4 | 22 | 16 | +4 |
|  | 4.   | Kriens (LNB)         | 22 | 14 | 6 | 4 | 4 | 20 | 23 | +6 |
|  | 5.   | Young Boys (LNA)     | 20 | 14 | 5 | 5 | 4 | 19 | 17 | +2 |
|  | 6.   | Soletta (LNB)        | 14 | 14 | 3 | 5 | 6 | 9  | 17 | -8 |
|  | 7.   | Lugano (LNA)         | 11 | 14 | 2 | 5 | 7 | 11 | 17 | -6 |
|  | 8.   | Sciaffusa (LNB)      | 11 | 14 | 2 | 5 | 7 | 13 | 21 | -8 |

Legenda:
 Promosso in Lega Nazionale A 1997-1998.
      Vincitore della Coppa di Svizzera 1996-1997 e qualificato al turno preliminare della Coppa delle Coppe 1997-1998.
      Retrocesso o rimasto in Lega Nazionale B 1996-1997.
Regolamento:
Tre punti a vittoria, uno a pareggio, zero a sconfitta.
Note:

### Risultati

#### Tabellone
| Play-off 1996-1997 | ÉC   | KRI  | LUC  | LUG  | SCI  | SER  | SOL  | YBO  |
| ------------------ | ---- | ---- | ---- | ---- | ---- | ---- | ---- | ---- |
| Étoile Carouge     | –––– | 0-2  | 0-1  | 1-1  | 1-0  | 2-3  | 2-0  | 1-1  |
| Kriens             | 0-0  | –––– | 3-0  | 2-1  | 6-2  | 1-2  | 1-2  | 1-1  |
| Lucerna            | 0-1  | 2-0  | –––– | 3-0  | 0-3  | 0-0  | 2-0  | 1-1  |
| Lugano             | 0-1  | 2-0  | 0-0  | –––– | 1-1  | 1-2  | 2-3  | 1-2  |
| Sciaffusa          | 1-2  | 0-0  | 2-3  | 0-0  | –––– | 1-0  | 0-0  | 1-3  |
| Servette           | 0-1  | 4-0  | 1-3  | 0-0  | 2-0  | –––– | 1-0  | 0-0  |
| Soletta            | 0-1  | 2-2  | 0-0  | 2-1  | 0-0  | 1-1  | –––– | 1-0  |
| Young Boys         | 4-2  | 0-3  | 1-1  | 0-1  | 3-2  | 0-2  | 3-0  | –––– |

## Statistiche

### Individuali

#### Classifica marcatori
I marcatori comprendono sia la prima fase (prima cifra) che la poule scudetto (seconda cifra).
| Gol   | Rigori |  | Giocatore          | Squadra         |
| ----- | ------ |  | ------------------ | --------------- |
| 17+10 |        |  | Viorel Moldovan    | Grasshoppers    |
| 11+8  |        |  | Gaetano Giallanza  | Basilea         |
| 8+8   |        |  | Adrian Kunz        | Neuchâtel Xamax |
| 12+4  |        |  | Souleymane Sané    | Losanna         |
| 5+10  |        |  | Kubilay Türkyılmaz | Grasshoppers    |
| 10+5  |        |  | Vladan Lukić       | Sion            |
| 8+5   |        |  | Patrick De Napoli  | Aarau           |
| 7+3   |        |  | Marek Leśniak      | Neuchâtel Xamax |
| 6+3   |        |  | Adrian Allenspach  | San Gallo       |
| 5+4   |        |  | Saša Ćirić         | Aarau           |
| 5+4   |        |  | Stefan Rehn        | Losanna         |